# Žubejevo
Žubejevo – wieś w Słowenii, w gminie Kamnik. W 2018 roku liczyła 21 mieszkańców.